# پیست اسکی آلوارس

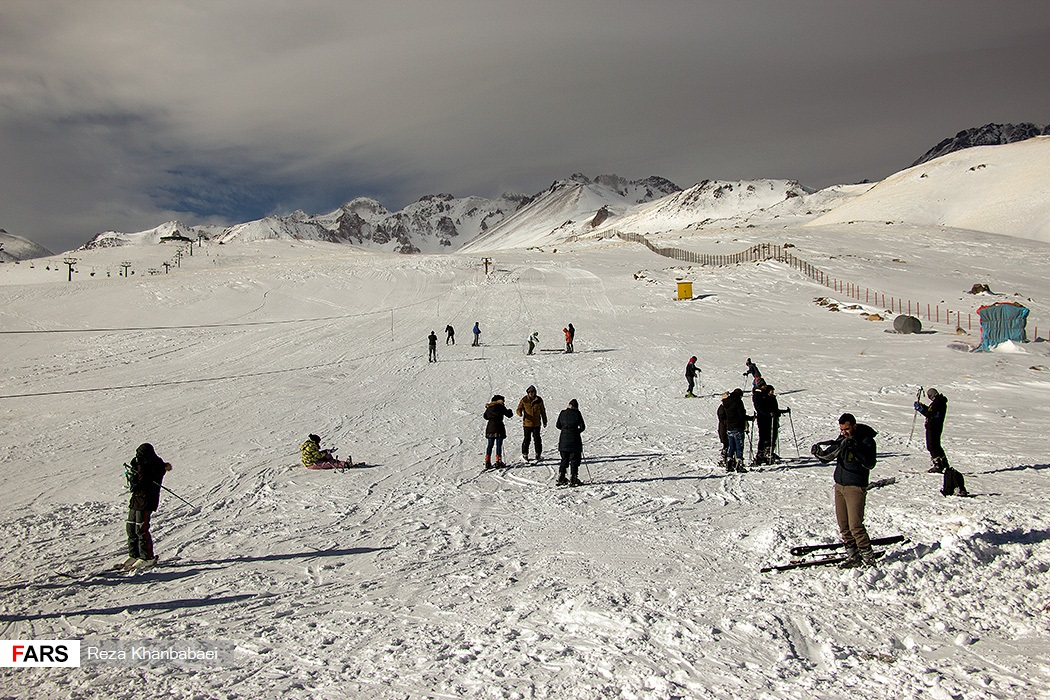
پیست اسکی آلوارس

پیست اسکی آلوارس در روستای الوارس در ۳۰ کیلومتری شهر سرعین در دامنه کوه سبلان واقع در غرب شهرستان اردبیل قرار دارد. این پیست بزرگترین پیست اسکی ایران از نظر وسعت می‌باشد.
این پیست اسکی به بالابر و تله‌سیژ مجهز است. پیست آلوارس در بین ۸۴–۸۵ افتتاح و مورد بهره‌برداری قرار گرفت. به علت ارتفاع زیاد پیست از سطح دریا دمای این پیست حتی بسیار سردتر از دما در شهرستان اردبیل است بطوریکه حتی در برخی تابستان‌ها بارش برف در این پیست اسکی مشاهده شده‌است. پیست اسکی آلوارس، یک مجموعه تفریحی زمستانی است که زمستان‌هایش خلوت تر از تابستان آن است. پیست اسکی آلوارس در طول زمستان، فقط روزهای پنج شنبه و جمعه باز است. در فصل زمستان پارکینگ مجموعه پیست اسکی آلوارس به علت انباشت برف، بسته‌است و نمی‌توانید خودروی تان را در آنجا پارک کنید.